# Mary Carlisle
Mary Carlisle (født 3. februar 1914, død 1. august 2018) var en amerikansk sanger og skuespillerinde, især kendt fra 1930'erne.